# Capo Smith

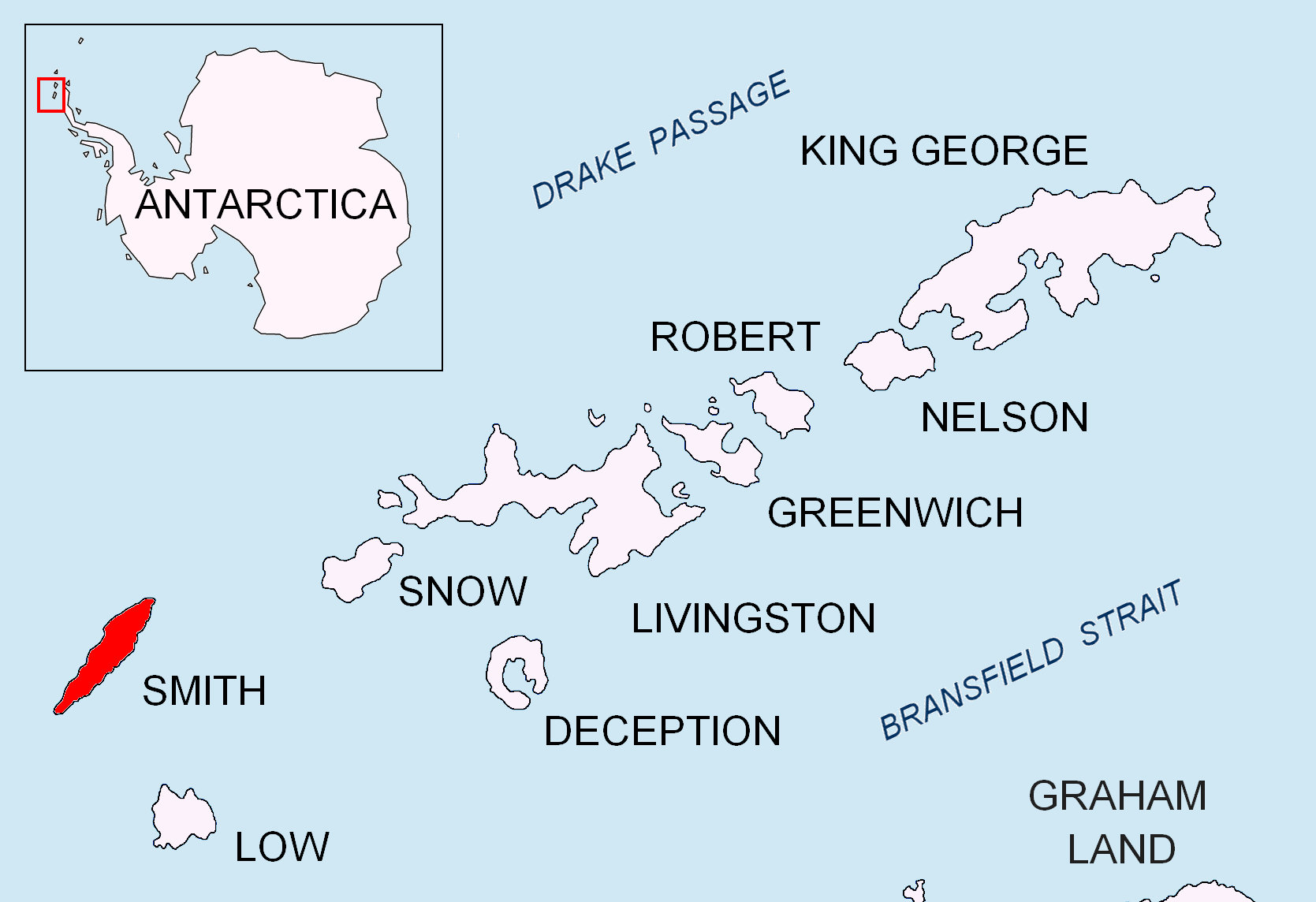
Localizzazione dell'Isola Smith, nelle Isole Shetland Meridionali.

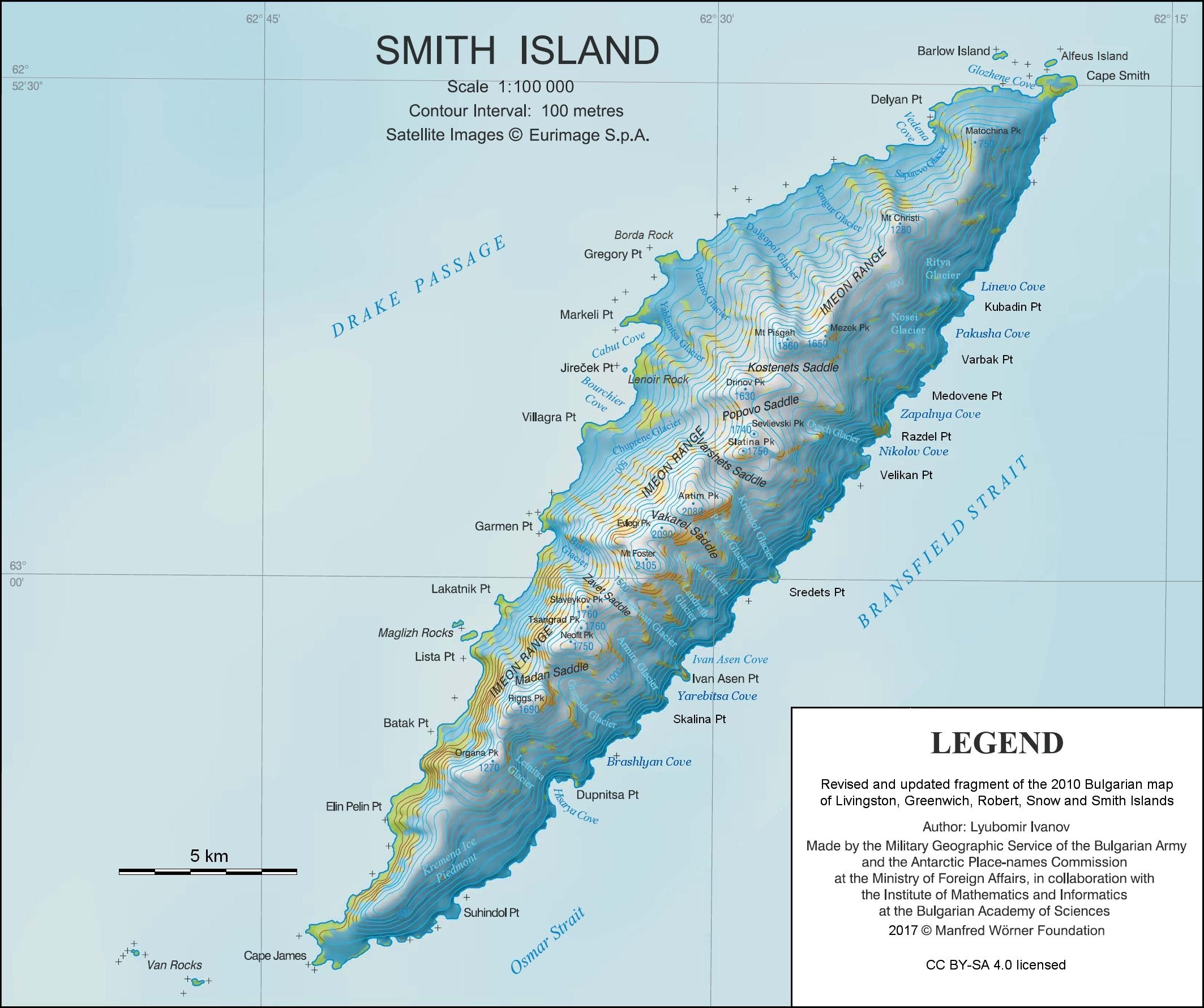
Mappa topografica dell'Isola Smith. Capo Smith si trova all'estremità settentrionale dell'isola.

Il Capo Smith è un promontorio antartico che forma l'estremità settentrionale dell'Isola Smith, che fa parte delle Isole Shetland Meridionali, in Antartide.

## Localizzazione
Capo Smith è localizzato alle coordinate 62°52′25.5″S 62°18′00″W, 3,31 km a est-nordest del Matochina Peak, 12,85 km a est-nordest di Gregory Point, 4,16 km a est della parte settentrionale di Delyan Point, 2 km est-sudest dell'Isola Barlow e 40,5 km a ovest-sudovest dell'Isola Snow.
Mappatura bulgara nel 2009.

## Denominazione
La scoperta delle Isole Shetland Meridionali fu riportata per la prima volta nel 1819 dal capitano William Smith, da cui il capo ha preso il nome.

## Mappe
- Chart of South Shetland including Coronation Island, &c. from the exploration of the sloop Dove in the years 1821 and 1822 by George Powell Commander of the same. Scale ca. 1:200000. London: Laurie, 1822.
- L.L. Ivanov. Antarctica: Livingston Island and Greenwich, Robert, Snow and Smith Islands. Scale 1:120000 topographic map. Troyan: Manfred Wörner Foundation, 2010. ISBN 978-954-92032-9-5 (First edition 2009. ISBN 978-954-92032-6-4)
- South Shetland Islands: Smith and Low Islands. Scale 1:150000 topographic map No. 13677. British Antarctic Survey, 2009.
- Antarctic Digital Database (ADD). Scale 1:250000 topographic map of Antarctica. Scientific Committee on Antarctic Research (SCAR). Since 1993, regularly upgraded and updated.
- L.L. Ivanov. Antarctica: Livingston Island and Smith Island. Scale 1:100000 topographic map. Manfred Wörner Foundation, 2017. ISBN 978-619-90008-3-0